# Shoji Jo
Shoji Jo (født 17. juni 1975) er en japansk fodboldspiller.

## Japans fodboldlandshold
| Japans landshold | Japans landshold | Japans landshold |
| År               | Kmp              | Mål              |
| ---------------- | ---------------- | ---------------- |
| 1995             | 1                | 0                |
| 1996             | 3                | 0                |
| 1997             | 13               | 4                |
| 1998             | 10               | 1                |
| 1999             | 5                | 0                |
| 2000             | 2                | 2                |
| 2001             | 1                | 0                |
| Total            | 35               | 7                |